# Сарбеви
Сарбеви (груз. სარბევი) — село в Грузии, на территории Тержольского муниципалитета края (мхаре) Имеретия.

## География
Село находится в западной части Грузии, вблизи места слияния рек Квирила, Риони и Цкалцителы, на расстоянии 40 километров к западу от города Тержола, административного центра муниципалитета. Абсолютная высота — 106 метров над уровнем моря.

## Население
По результатам официальной переписи населения 2014 года, в Сарбеви проживало 547 человек (271 мужчина и 276 женщин). В национальной структуре населения грузины составляли 100 %.
| Год  | Население, человек |
| ---- | ------------------ |
| 2002 | 366                |
| 2014 | ↗ 547              |